# 総司はひとり
『総司はひとり』（そうじはひとり　副題：血風・新選組）は、戸部新十郎の長編小説。

## 概要
幕末。沖田総司が、近藤勇や土方歳三などと新選組を結成し、京都で活躍する様子を描いた時代小説である。また、仙左衛門への仇討ちに巻き込まれる姿などを歴史にからめた剣豪小説でもある。

## あらすじ
近藤勇の道場へ向かう途中、沖田総司は神保仙左衛門と称する男への敵討ちに遭遇する。はずみで向かってくる敵を斬った総司に、仙左衛門は「困ったことをしてくれた」と言い、やむを得ない様子で返り討ちにする。どうやら仙左衛門の仇をとろうとする美貌の女性と浅からぬ縁があるようだった……。

## 登場人物
沖田総司（おきた　そうじ）
主人公。痩身で骨ばった肩の持ち主。天然理心流の使い手。
短気の気長者と言われることがある。炎天下であっても汗をかかない体質。
仙左衛門の仇討ちに巻き込まれて、初めて人を斬る。主義主張はどうあれ、気負った形相をする人間を好きになれない。斬りたいと思うとき、大地の憤りがじかに胸に響いてくるように感じる。
神保仙左衛門（じんぼ　せんざえもん）
浪人。斎藤弥九郎の食客を自称。抜刀術に秀でている。仇に狙われている。
近藤のいる試衛館にやって来た山南敬助と試合をする。仇討ちの討ち手である里見織部を追って里見織部の姉ふさとみきと三人で上方へと旅立つ。
みき
仙左衛門の娘。大きく澄んだ瞳の持ち主。
里見織部（さとみ　おりべ）
沖田総司に似た風貌。
仙左衛門の仇討ちの討ち手であるが、本人にはその気がない。
里見ふさ
里見織部の姉。およそ25歳。美貌の持ち主。
仙左衛門の討ち手として総司の前に現れる。